# Жбанкова Ольга Борисівна

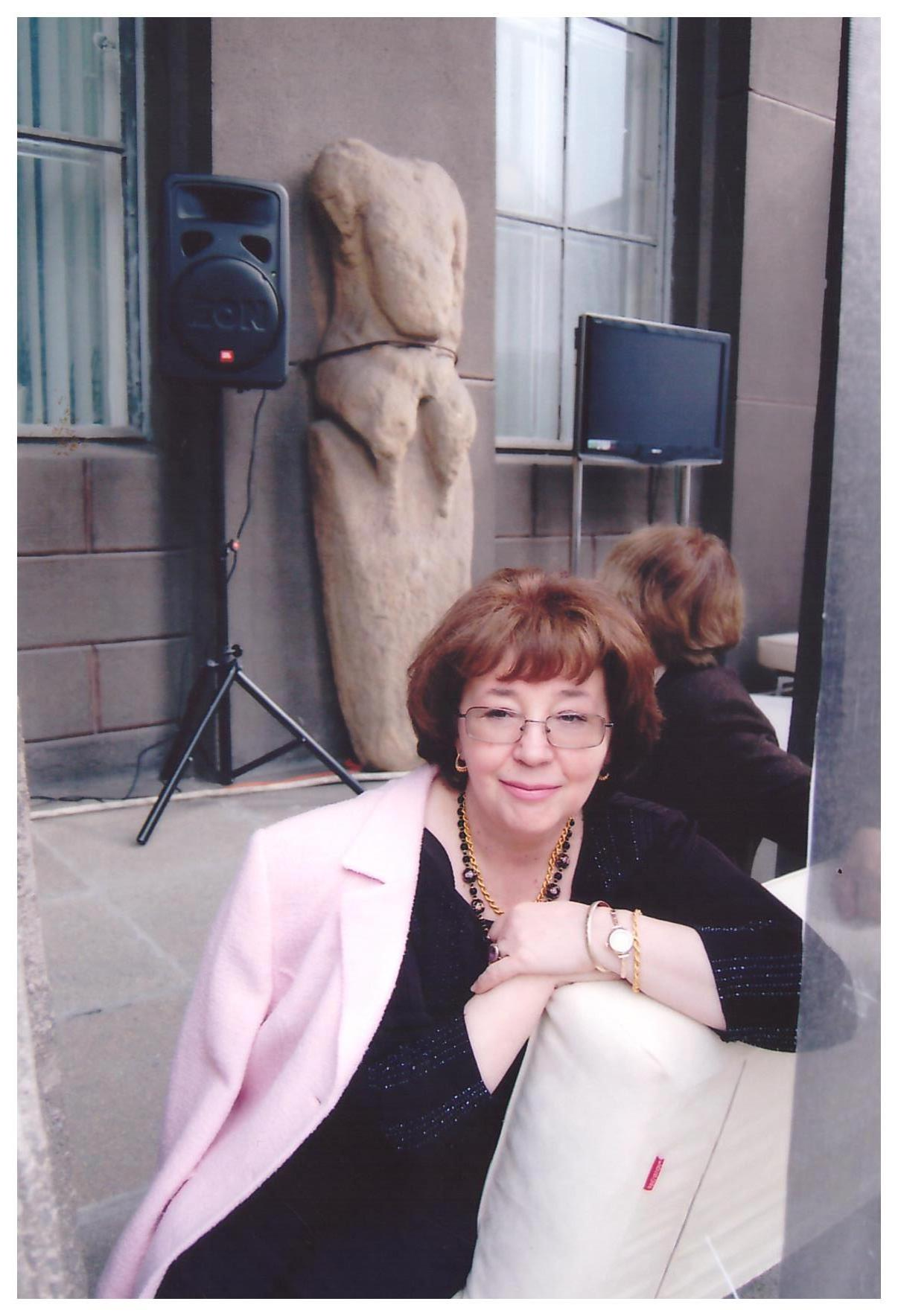
Ольга Жбанкова

Ольга Борисівна Жбанкова (29 жовтня 1943, Київ, Українська РСР, СРСР — 14 квітня 2021, Київ, Україна) — українська мистецтвознавиця, член Національної спілки художників України (НСХУ) (1986), заслужений працівник культури України (2008).

## Життєпис
Ольга Жбанкова народилася 29 жовтня 1943 року в ще окупованому німецько-фашистськими загарбниками Києві. 
Мати – Олена Володимирівна, домогосподарка, недовгий час працювала на київській кіностудії ім. Олександра Довженка художником по костюмах. Ольга Жбанкова виховувалася вітчимом Петром Васильовичем Рижовим, який близько 50 років працював на кіностудії ім. Олександра Довженка, зокрема обіймав посади заступника директора кіностудії, директора дубляжного відділу.
Після закінчення Київської середньої школи № 71 Ольга Жбанкова навчалася в Київському художньому інституті.
Педагоги з фаху: П. Говдя, П. Білецький та Л. Владич. Закінчила інститут у 1967 році.
Відтоді майже 55 років працювала в Національному художньому музеї України (НХМУ) (Київ).

Могила Ольги Жбанкової, Байкове кладовище (Київ)

У 1986 році прийнята до членів Національної спілки художників України (НСХУ).
В 1988 році Ольга Жбанкова обійняла посаду завідувача відділу мистецтва XIX — початку XX століття.
Померла 14 квітня 2021 року на 78-му році життя. Похована на Байковому кладовищі (ділянка № 33, 50°25′3.08″ пн. ш. 30°30′4.98″ сх. д. / 50.4175222° пн. ш. 30.5013833° сх. д.).
Останнє видання Ольги Жбанкової, присвячене творчості Миколи Пимоненка, вийшло друком у 2022 році.

Дідусь по материнській лінії — актор Володимир Лісовський (1894 — 1943).
Чоловік — кінооператор Михайло Іванов (1939).
Свекор — кінорежисер Віктор Іванов (1909—1981).

## Творчість
Головний науковий інтерес Ольги Жбанкової – українське мистецтво ХІХ – початку ХХ століття.
Вона - розробниця концепцій і кураторка низки художніх виставкових проєктів:
- «Микола Мурашко та Київська рисувальна школа» (1996),
- «Олександр Мурашко»[3], «Абрам Маневич» (обидва — 2000),
- «Світ дитини», «Жінка. Мода. Час»[4] (обидва — 2001),
- «Академіки живопису В. Орловський і М. Пимоненко» (2002),
- «Світ Сергія Світославського» (2003),
- «Предмет і образ епохи» (2006),
- «Імпресіонізм та Україна»[5] (2009-2010),
- «Мистецтво як радість життя. Микола Пимоненко» (2012),
- «Українська лінія модерну»[6][7] (2013-2014),
- «Майстер і час. Федір Кричевський» (2017)[8]  та багатьох інших.

Автор проєкту «З фондів Національного художнього музею України» та куратор виставок: «Художники Південної пальміри» (2009), «Художники Слобожанщини» (2010), «Київ та його митці» (2011).

За участю Ольги Жбанкової здійснено важливі виставкові проекти Національного художнього музею України, зокрема: «П’ять століть українського живопису» (куратор та співавтор каталогу) (1990, Фінляндія); «Від простору до світла» (куратор, автор каталогу) (2003, Кальдоньо, Італія); «Київ» (2006, Амстердам, Нідерланди), що представляли українське мистецтво зарубіжним глядачам і мали значний резонанс. Каталог, який підготувала Ольга Жбанкова до італійської виставки, слугує навчальним посібником для вивчення українського живопису в мистецьких навчальних закладах Італії.
Ольга Жбанкова брала участь у численних наукових конференціях, виступала науковим рецензентом, займалася науковою експертизою художніх творів ХІХ — початку ХХ століть.

Публікації
Ольга Жбанкова – активна популяризаторка українського мистецтва.
В її науковому доробку низка альбомів і каталогів, зокрема: «Абрам Маневич» (Київ, 2003), «Сергій Світославський» (Київ, 2004), «Український живопис ХІХ — початку ХХ ст. з колекції Національного художнього музею України» (Хмельницький, 2006), «Володимир Орловський. Микола Пимоненко» (Хмельницький, 2006), «Імпресіонізм і Україна» (Київ, 2011), «Сергій Васильківський» (Київ, 2016), «Микола Пимоненко» (Львів, 2022).
Автор буклетів, серед яких «Українське мистецтво ХІХ – поч. ХХ століття (1989), «Жінка. Мода. Час» (2002).
Ольга Жбанкова також авторка низки публікацій у періодиці (у т.ч. Дзеркало тижня), журналах «Образотворче мистецтво», «Україна», «Українська культура», «Єгупець», «Музейний провулок», виданнях «Великие художники», «Галерея искусств», присвячених творчості митців українського образотворчого мистецтва XIX — початку XX століття: Василя Штернберга, Сергія Світославського, Петра Левченка, Володимира Орловського, Миколи Пимоненка, Сергія Костенка, Олександра Мурашка, Абрама Маневича, Олександра Богомазова тощо.